# Rassam-cilinder

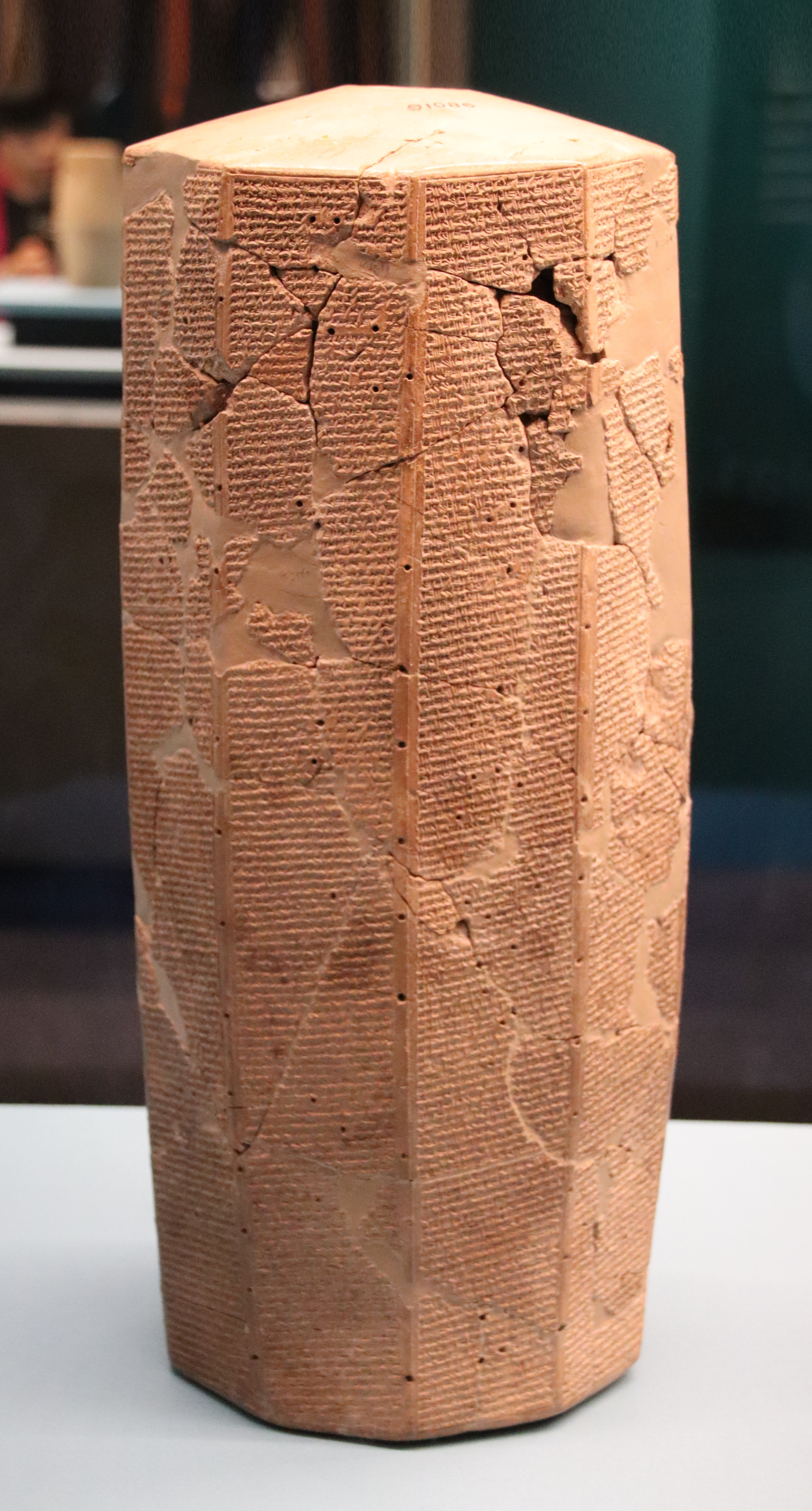

De Rassam-cilinder is een document in spijkerschrift. De cilinder stamt naar eigen zeggen uit de maand Iyyar van het jaar Metunu gouverneur van Isana, en dit eponiem komt overeen met het jaar 700-699 v.Chr.
De cilinder werd in 1853 ontdekt door Hormuzd Rassam die een assistent van Layard was. 
De cilinder bevat een verslag van de veldtocht die Sennacherib van Assyrië hield tegen het koninkrijk Juda en het beleg van Jeruzalem en het vermeldt een aantal andere zaken.